# دغاغله (اهواز)
دَغاغِله روستایی از توابع بخش مرکزی شهرستان اهواز، در استان خوزستان، ایران است.
نام قدیمی این روستا ادغیله بوده است. نام روستای دغاغله برگرفته از نام عشیره دغاغله، از طایفه عباده است. دغاغله متشکل از ۳ حموله به نام‌های ببرکه، سعیدات و بیت دیوان می‌باشد.

## جمعیت
این روستا در دهستان عنافچه قرار دارد و بر اساس سرشماری مرکز آمار ایران در سال ۱۳۹۵، جمعیت آن ۵۱۱۶ نفر بوده‌است.